# Далманис, Индулис
И́ндулис Да́лманис (латыш. Indulis Dālmanis, в советский период Индулис Эдуардович Далманис; 17 августа 1922 — 22 мая 1983) — латвийский скрипач и композитор, заслуженный артист Латвийской ССР (1956).
Поступил в Латвийскую консерваторию в 1937 году в класс скрипки Арвида Норитиса, но из-за Второй мировой войны вынужден был прервать обучение и получил диплом только в 1948 году в классе Петериса Смилги; затем окончил консерваторию также по классу композиции Валентина Уткина, в дальнейшем стажировался как скрипач в Московской консерватории.
В 1947—1958 гг. играл в Симфоническом оркестре Радиокомитета Латвийской ССР, одновременно начал карьеру ансамблиста, возглавив в качестве первой скрипки струнный квартет Радиокомитета. Участник премьеры Третьего струнного квартета Яниса Иванова (1963, Ленинград). Выступал также в составе фортепианного трио с Вилмой Цируле и Эрнестом Бертовским, в архиве Латвийского радио остался ряд осуществлённых этим составом записей (произведения Йозефа Гайдна, Антона Рубинштейна, Петра Чайковского, Эдисона Денисова, Луции Гаруты, Ольгерта Гравитиса).
С 1958 года преподавал в Латвийской консерватории, позднее также в Музыкальной школе имени Эмиля Дарзиня. Автор ряда методических работ.
Основные произведения — симфоническая поэма «Сказ о солнцестоянии» (латыш. Saulgriežu teiksma, записана Симфоническим оркестром Латвийской ССР под управлением Эдгара Тона), «Сюита трёх настроений» (латыш. Triju noskaņu svīta) для ансамбля виолончелистов, Скерцо для ансамбля скрипачей, струнный квартет фа мажор, Серенада для виолончели и фортепиано.